# هلتشک (دهانه)
هلتشک یک دهانه برخوردی در ماه‌ است.

## دهانه‌های اقماری
این دهانه ۴ دهانه اقماری دارد.
| Holetschek | عرض جغرافیایی | طول جغرافیایی | قطر          |
| ---------- | ------------- | ------------- | ------------ |
| P          | ۳۰.۰° S       | ۱۴۹.۵° E      | ۱۶.۰ کیلومتر |
| Z          | ۲۶.۳° S       | ۱۵۰.۹° E      | ۳۰.۰ کیلومتر |
| R          | ۲۹.۰° S       | ۱۴۷.۵° E      | ۶۹.۰ کیلومتر |
| N          | ۳۰.۲° S       | ۱۵۰.۱° E      | ۱۹.۰ کیلومتر |